# بورت وورد
بورت وورد (بالإنجليزية: Burt Ward)‏ وهو ممثل و ناشط أمريكي ولد في يوم 6 يوليو 1946 في مدينة لوس أنجلوس في كاليفورنيا في الولايات المتحدة قام بدور روبن في مسلسل باتمان في سنة 1966 إلى سنة 1968 ومثل في فيلم باتمان.

## روابط خارجية
- بورت وورد على موقع IMDb (الإنجليزية)
- بورت وورد على موقع الموسوعة البريطانية (الإنجليزية)
- بورت وورد على موقع ألو سيني (الفرنسية)
- بورت وورد على موقع ميوزك برينز (الإنجليزية)
- بورت وورد على موقع تيرنر كلاسيك موفيز (الإنجليزية)
- بورت وورد على موقع أول موفي (الإنجليزية)
- بورت وورد على موقع قاعدة بيانات الأفلام السويدية (السويدية)
- بورت وورد على موقع إن إن دي بي (الإنجليزية)
- بورت وورد على موقع ديسكوغز (الإنجليزية)
- بورت وورد على موقع قاعدة بيانات الفيلم (الإنجليزية)